# 一二三慎太
一二三 慎太（ひふみ しんた、1992年9月29日 - ）は、大阪府堺市出身の元プロ野球選手（外野手、投手）。右投右打。現在はパーソナルトレーナーとして活動している。

## 経歴

### プロ入り前
堺市立城山台小学校2年時より「新檜尾台少年野球部」で野球を始める。美木多中学校在学時はボーイズリーグの「ジュニアホークス」に投手として所属し、2007年のジャイアンツカップに出場し優勝した。この際、巨人の監督だった原辰徳から東京ドームでトロフィーを受け取った感動から、原の母校である東海大相模への進学を決めた。
後に阪神でチームメイトになる北條史也は中学校の2学年後輩にあたる。東海大相模高では大城卓三とのバッテリーで2年秋からエースとなり、3年春の甲子園に出場するが、1回戦で福岡県の自由ケ丘高等学校に2-4で敗退した。次いで3年夏の甲子園では興南高等学校との決勝戦にまで進んだが、6回を投げて13失点を喫したため準優勝に終わった。
2010年のNPBドラフト会議で、阪神タイガースから投手として2巡目で指名。契約金6000万円、年俸720万円（金額は推定）という条件で入団した。入団当初の背番号は36。

### 阪神時代
2011年には、1月5日に溶連菌感染症を患った影響で、春季キャンプ前の新人合同自主トレーニングから出遅れた。さらに、キャンプ中に右肩痛を訴えたため、シーズンに入ってからは一軍・二軍とも公式戦に登板できなかった。その結果、シーズン終了後に外野手へのコンバートを決断した。
2012年には、登録ポジションを外野手に変更した。ウエスタン・リーグ公式戦には、通算で33試合に出場。一塁手として6試合、外野手として12試合に起用されたほか、打率.178を記録した。シーズン中の一軍昇格には至らなかったが、シーズンの終了後には、台湾でのウィンターリーグに参加した。
2013年には、ウエスタン・リーグの公式戦で4番打者を任されるほど、打撃面が急速に成長。セ・パ交流戦の序盤に首脳陣が一軍昇格を検討したほか、フレッシュオールスターゲームへの出場も決まっていた。しかし、「4番・左翼手」としてスタメンに起用された7月14日のウエスタン・リーグの対中日ドラゴンズ戦（阪神鳴尾浜球場）初回の守備で、先頭打者・野本圭の飛球をダイビングキャッチでアウトに取った直後に左足と頭をフェンスに強打。その後の診断で左足の剥離骨折が判明したため、フレッシュオールスターゲームの出場を辞退したばかりか、一軍昇格の機会も逃した。結局、ウエスタン・リーグ公式戦には65試合に出場。打率.255、4本塁打、20打点を記録した。
2014年には、ウエスタン・リーグ公式戦64試合に出場。打率.181、4本塁打という成績を残した。
2015年には、ウエスタン・リーグ公式戦59試合に出場。6月17日の対中日戦（鳴尾浜）8回裏の打席でプロ入り後初の満塁本塁打を記録したが、打率.203、2本塁打、9打点という成績にとどまった。シーズンの終了後は支配下選手契約の解除（10月下旬）を経て、11月13日に育成選手契約への移行で球団と合意した。背番号は123。
2016年には、3月28日から6月30日までベースボール・チャレンジ・リーグの石川ミリオンスターズへ派遣。派遣期間中には、リーグ戦34試合の出場で、打率.186、1本塁打、5打点を記録した。7月1日から阪神へ復帰したが、支配下登録選手への復帰や一軍公式戦へのデビューを果たせないまま、10月1日に球団から戦力外通告を受けた。10月31日付で、NPBから自由契約選手として公示。

### 阪神退団後
現役続行を希望しているが、2016年11月12日に甲子園で開かれた12球団合同トライアウトには参加せず、NPBへの復帰を目指して2017年に再度石川ミリオンスターズへ入団する予定と報じられ、2017年3月8日に練習生として石川に入団することが発表された。練習生であるため無給であり、背番号も与えられなかった。石川では投手に復帰するため、右腕のリハビリに1年を費やし、2017年中に正式な選手契約を結ぶことはなかった。
2017年11月、強制性交の疑いで沖縄県警に逮捕される（2018年3月、不起訴処分だったことが判明）。
2018年1月6日、上記の事件もあり、石川を自主退団した。その後はアルバイトをしていたが、2018年秋よりアルバイトを辞めて現役復帰に向けたトレーニングに専念していた。
2021年6月、大阪梅田に本格パーソナルトレーニングサロンHITGYMをオープン。トレーナーとして活動中。
2022年、トライアウト挑戦を表明。自身の現役復帰を目指すためではなく、怪我からの復帰を目指す人への手本として、また支えてくれた人へ恩返しをするための参加だと説明した。11月8日、トライアウトに参加、サイドスローのフォームで打者3人に対して2三振、1四球の結果だったが、肩痛からストレートは120キロ台、スライダーは110キロ台に留まった。マウンドは高校生以来だったが、プロの打者相手に2奪三振を奪い、「野球チームに所属せずちょっと自分を褒めてあげたい。これも仲間がいたからできた。これでお客さんにも言えますね。僕もまだ肩が痛いけど乗り越えた。一緒に頑張りましょうって」とコメントを残した。

## 選手としての特徴
高校時代には、春夏の甲子園通算25打数15安打（1本塁打含む）を記録したことから「プロで年間20本を打てる素材」と評価された。阪神で外野手に転向した後の2012年秋季キャンプでは、掛布雅之から自身の現役時代のようなスラッガーになることを目標に密着指導を受けた。その一方で、金本知憲が一軍監督・掛布が二軍監督に就任した直後の2015年秋季練習では、金本から潜在能力の高さを評価されているもののバッティングの始動の遅さを指摘されている。
ドラフト会議で投手として阪神から指名された時点では、サイドスローからシュート気味に変化する最速150 km/hの速球とスライダー、チェンジアップ、ツーシームを投げ分けていた。元々はオーバースローから最速149 km/hの速球と同じフォームから縦のスライダー、フォークボール、チェンジアップ、カーブを投げ分ける上に制球にも優れ、高校3年時の今村猛以上との評価を受ける完成度の高い投手であった。しかし、高校3年時の選抜で「どうやって投げたらいいのかわからなくなった」とフォームを崩し始め、さらに同年4月の練習試合で相手打者の頭部にデッドボールを当てて以来、オーバースローから投げるボールが右方向へ抜けていってしまうイップスに悩まされ、サイドスローにピッチングフォームを変更した。
阪神へ入団した2011年当初は、サイドスローでの投球を続ける意向を示していた。しかし、その後で右肩を痛めたことから同年8月中旬にはオーバースローへの再転向を模索していることが報じられた。結局、右肩痛の回復状況が芳しくなかったため、2012年の春季キャンプからは外野手に転向した。阪神退団後は再度投手としての復帰を目指していた。

## 人物
「一二三」という名字は父の実家がある熊本県八代郡を中心にわずかに存在する珍姓で、先祖は肥後国の侍である。育成契約への移行後は、育成選手に関するNPBの規定で3桁の背番号しか着用できないこともあって、名字を数字に置き換えた123を背番号に使用していた。
高校3年生だった2010年夏の選手権全国大会決勝戦では、興南高等学校の左投手・島袋洋奨から3打数1安打を記録しながら、島袋との投げ合いに敗れた。ちなみに島袋は、中央大学を経て、2015年に福岡ソフトバンクホークスへ入団。同年8月19日には鳴尾浜球場でのウエスタン・リーグ公式戦で、前述の決勝戦以来6年振りに対戦した。この対戦では、打者転向4年目の一二三が二塁打を放っている。
阪神での打者転向直後に、甲子園の室内練習場で、当時中日に在籍していた山﨑武司の折れたバットを偶然発見。同じモデルのバットをメーカーへ注文した直後に、中日とのウエスタン・リーグ公式戦でナゴヤ球場に赴いたところ、調整を目的に中日のベンチへ入っていた山崎から即興でスイングの指導を受けた。この指導まで両者に面識はなかったが、一二三自身は後に、山崎からの指導を「宝物」という表現で述懐。山崎が現役を退いた後も、山崎を「（打者としての）師匠」と呼んでいる。

## 詳細情報

### 年度別打撃成績
- 一軍公式戦出場なし

### 背番号
- 36 （2011年 - 2015年、2016年） ※2016年は石川ミリオンスターズでの背番号
- 123 （2016年）

### 登場曲
- 「あとひとつ」FUNKY MONKEY BABYS（2011年）
- 「Party RocK Anthem feat. Lauren Bennett, Goon Rock（英語版）」LMFAO（2012年 - 2014年）
- 「Bend Ova ft. Tyga」Lil Jon（2015年）
- 「空」侍（2016年）